# Церковь Святого Иакова (Жулкевка)
Церковь святого апостола Иакова (пол. Kościół św. Jakuba Apostoła) — бывшая грекокатолическая, в настоящее время принадлежит Польско-католической церкви. Находится в селе Жулкевка, Красноставский повят, Люблинское воеводство. Приход входит в Жулкевский деканат Варшавской епархии Польско-католической церкви.

## История
Церковь была построена в 1864 году в селе Регетув-Нижний (сегодня — Регетув, Горлицкий повят, Малопольское воеводство). Храм первоначально был освящён в честь святого Архангела Михаила и принадлежал грекокатолической общине. В 1947 году жители Регетува-Нижнего во время операции «Висла» были переселены на западные территории Польши. Церковь святого Архангела Михаила был закрыт с 1947 года. В 1955 году церковь была разобрана и перевезена в село Жулкевка, где перешла в собственность жулкевского прихода Польско-католической церкви и была заново освящена в честь святого апостола Иакова.

## Описание
Деревянная церковь построена в характерном для западнолемковской архитектуры трёхкупольном стиле XIX века. Храм разделяется на башню, неф и пресвитериум.

## Источник
- G. i Z. Malinowscy, E. i P. Marciniszyn, Ikony i cerkwie. Tajemnice łemkowskich świątyń, Carta Blanca, Warszawa 2009, ISBN 978-83-61444-15-2